# Frans Salvator van Oostenrijk

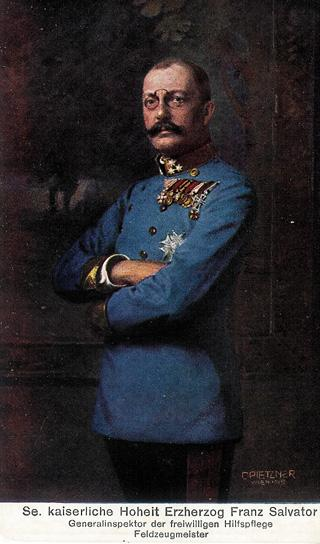
Aartshertog Frans Salvator

Frans Salvator Maria Jozef Ferdinand Karel Leopold Anton van Habsburg-Lotharingen (Altmünster, 21 augustus 1866 – Wenen, 20 april 1939), aartshertog van Oostenrijk, prins van Toscane, was een lid van het huis Habsburg-Lotharingen. Hij was de tweede zoon van aartshertog Karel Salvator van Oostenrijk en prinses Maria Immaculata van Bourbon-Sicilië. Zijn vader was een zoon van groothertog Leopold II van Toscane en zijn moeder een dochter van koning Ferdinand II der Beide Siciliën.

## Huwelijk en gezin
Hij trouwde op 31 juli 1890 met aartshertogin Marie-Valerie van Oostenrijk (1868-1924), de jongste dochter van keizer Frans Jozef I van Oostenrijk en keizerin Elisabeth. De bruiloft vond plaats in Ischl, en tijdens de mis bespeelde Anton Bruckner het orgel. Het huwelijk van Frans Salvator en Marie-Valerie was in het begin harmonisch, maar in de loop der jaren verslechterde het huwelijk. Frans Salvator had regelmatig buitenechtelijke relaties, waaronder met Stephanie Richter. Die raakte kort daarop zwanger, maar wist het schandaal in de doofpot te stoppen door te trouwen. Aan het huwelijk van Frans Salvator en Marie-Valerie kwam een einde na haar dood in 1924. Tien jaar later hertrouwde Frans Salvator met de veel jongere barones Melanie von Risenfels (1898-1984).
Frans Salvator en Marie-Valerie kregen tien kinderen:
- Elisabeth Francisca (1892-1930), gehuwd met graaf George van Waldburg zu Zeil und Trauchburg
- Frans Karel (1893-1918)
- Hubert Salvator (1894-1971), gehuwd met prinses Rosemary van Salm-Salm (een dochter van erfprins Emanuel van Salm-Salm)
- Hedwig (1896-1970), gehuwd met graaf Bernhard van Stolberg-Stolberg
- Theodoor Salvator (1899-1978), gehuwd met gravin Maria Theresia van Waldburg zu Zeil und Trachburg
- Gertrud (1900-1962), gehuwd met graaf George van Waldburg zu Zeil und Trachburg
- Maria (1901-1936)
- Clemens Salvator (1904-1974)
- Mathilde (1906-1991)
- Agnes (1911-1911)